# Hildegard Kleeb
Hildegard Kleeb (* 1957 in Richenthal, Amt Willisau) ist eine Schweizer Pianistin.

## Leben und Wirken
Nach ihrem ersten Klavier- und Oboenunterricht an der Musikschule in Zug studierte sie von 1978 bis 1982 am Zürcher Konservatorium Klavier bei Cécile Hux und Oboe bei Hans-Martin Ulbrich. Es folgten weitere Studien u. a. bei Éric Gaudibert in Genf, bei Claude Helffer in Paris und bei Jürg Wyttenbach an der Musikhochschule Basel. Im Jahr 1990 war sie Visiting Scholar an der Akademie für Bildende Kunst, Helsinki und 1992 bis 1995 an der Wesleyan University in Connecticut, USA, wo sie auch im Anthony Braxton Ensemble in New York und im Javanesischen Gamelan Orchester der Hochschule mitwirkte. Hier kam es zur Zusammenarbeit mit Anthony Braxton, Alvin Lucier und Christian Wolff. Sie ist verheiratet mit dem Posaunisten Roland Dahinden. 

### Interpretin/Pianistin
Kleeb ist international als Interpretin Neuer Musik und Improvisatorin tätig und trat bei den folgenden Einrichtungen auf:
Archipel Festival Genève, Musikfestwochen Luzern, Donaueschinger Musiktage, Kunsthalle Basel, Knitting Factory NYC, Gesellschaft für akustische Lebenshilfe Kiel, Steirischer Herbst Graz, Bludenzer Tage für Neue Musik, Musiktage Rümlingen, Merkin Concert Hall NYC, Theater Casino Zug, Pori Art Museum, Concert Hall Göteborg, Crowell Concert Hall Wesleyan University Connecticut, The Kitchen Nyc, Kunsthaus Zug, Kunstmuseum Cacéres E, Kunstmuseum Badajos E, Madrid Concert Hall, Ballhaus Berlin, Swiss Institut NYC, Kunstmuseum Boros, Yale University Gallery, Porgy & Bess Wien, Künstlerbegegnungen St.Lambrecht A, Museu Serralves Porto.
Kleeb war beteiligt an Uraufführungen von unter anderem Peter Ablinger, Maria de Alvear, Anthony Braxton, John Cage, Roland Dahinden, Hauke Harder, Bernhard Lang, Alvin Lucier, James Tenney, Daniel Wolf und Christian Wolff.
Einspielungen auf den Labels hatART Basel, lovely music New York, mode rec. New York, World Edition Köln
Interdisziplinäre Zusammenarbeit mit Bildenden Künstlern wie Stéphane Brunner, Philippe Deléglise, Inge Dick, Daniela Keiser und Roman Signer.

### Arbeit/Projekte
Seit 1987 Duo mit Roland Dahinden, seit 1992 Trio Dahinden-Kleeb-Polisoidis, seit 2003 Duo mit Pelayo Fernandez Arrizabalaga
Seit 2003 „soziale Performance“ wie „Zitronenbaum“ (für eine Patenschaft in Palästina), „Fermata“ (30mal15min für den Frieden), „Kirschblütenzweig und Uristier“ (für eine andere Globalisierung)
Seit 2004 Raum bezogenes Projekt „Hildegard“ für Orgel